# Чистогалівка
Чистога́лівка — колишнє село в Україні розташоване в Іванківському районі Київської області на території Чорнобильської зони відчуження (До аварії село підпорядковувалося Чорнобильському району Київської області).
Село розташоване на півдорозі з Старих Шепелич до Корогода на відстані 22 км від м. Чорнобиль, та близько за 4 км від Чорнобильської АЕС. Село Чистогалівка згадується в літературних джерелах середини 19-го сторіччя (Наприклад: Лаврентій Похилевич «Сказанія о населенныхъ мѣстностях Кіевской губерніи». с. 153). У середині 1970-х років у селі мешкало близько 1000 жителів (у 1971 році — 986 осіб) та була восьмирічна школа. Село було центром сільської ради та єдиним поселенням, яке їй підпорядковувалося.
На межі 1970-80-х рр. у селі проживало близько 1100 мешканців.
Напередодні аварії на ЧАЕС у селі мешкало 774 мешканців, було 333 дворів.
Село розташоване майже в епіцентрі західного сліду радіоактивного викиду Чорнобильської АЕС. Після відселення цивільного населення село було майже повністю ліквідоване: через неможливість проведення ефективної дезактивації більшість будівель було знесено й поховано. Населення переселено до села Гавронщина Макарівського району Київської області. Окремі сім'ї виселено до Миколаївської області. Основна частина людей переселена у село Ярешки (Баришівський район). Виселене внаслідок сильного радіоактивного забруднення. Офіційно зняте з обліку 1999 року за відсутністю жителів.
Після Чорнобильської катастрофи село увійшло до 10-кілометрової зони відчуження.
Територія села згоріла під час лісових пожеж в Чорнобильській зоні у квітні 2020.
З кінця лютого до 1 квітня 2022 року село було окуповане російськими військами.

## Назва
Чистогалівка походить від словосполучення "чисте гало", що давньослов'янською означає "відкритий простір", або "чисті простори".

## Персоналії
- Білий Іван Омелянович — український поет